# Йоле
Йоле́ (фр. и окс. Yolet) — коммуна во Франции, находится в регионе Овернь. Департамент — Канталь. Входит в состав кантона Орийак-4. Округ коммуны — Орийак.
Код INSEE коммуны — 15266.
Коммуна расположена приблизительно в 440 км к югу от Парижа, в 105 км юго-западнее Клермон-Феррана, в 8 км к востоку от Орийака.

## Население
Население коммуны на 2008 год составляло 602 человека.
| 1962 | 1968 | 1975 | 1982 | 1990 | 1999 | 2008 |
| ---- | ---- | ---- | ---- | ---- | ---- | ---- |
| 400  | 420  | 383  | 381  | 459  | 488  | 602  |

## Экономика

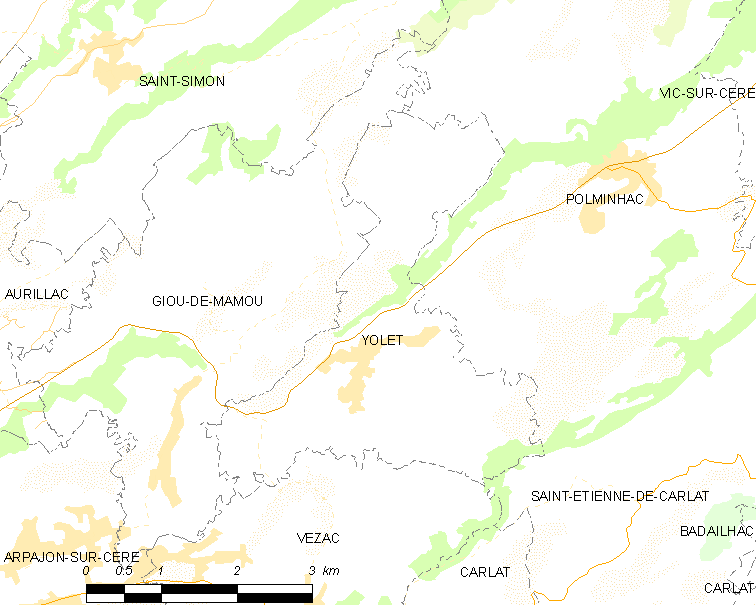
Карта коммуны

В 2007 году среди 377 человек в трудоспособном возрасте (15—64 лет) 293 были экономически активными, 84 — неактивными (показатель активности — 77,7 %, в 1999 году было 75,2 %). Из 293 активных работали 279 человек (149 мужчин и 130 женщин), безработных было 14 (3 мужчин и 11 женщин). Среди 84 неактивных 33 человека были учениками или студентами, 26 — пенсионерами, 25 были неактивными по другим причинам.

## Достопримечательности
- Ферма Варе (1833—1843 года). Памятник истории с 1992 года[3]
- Церковь Сен-Пьер[фр.] (XIV—XV века). Памятник истории с 1992 года[4]
- Замок Ду (1850 год). Памятник истории с 1992 года[5]